# 超ロボット生命体トランスフォーマー マイクロン伝説
『超ロボット生命体トランスフォーマー マイクロン伝説』（ちょうロボットせいめいたいトランスフォーマー マイクロンでんせつ）は、トランスフォーマーシリーズに属するテレビアニメ。全52話。

## 特徴
2002年の途中でアメリカ合衆国にて放送が決まり、同年8月23日に『TRANSFORMERS ARMADA（トランスフォーマーアルマダ）』というタイトルでカートゥーン ネットワークにて放送開始。2003年12月12日までで放送された。
日本では前番組の『爆闘宣言ダイガンダー』の終了を速め、2002年12月26日までに作画の修正を行った上で、2003年1月10日よりテレビ東京系列6局で放送開始、順次地方局でも放送された。TXNでの放送時間は金曜日の18:00 - 18:30。また、BSジャパンでは2003年4月8日から2004年3月30日まで毎週火曜日午後6時55分台に時差ネットで放送された。
それ以前のトランスフォーマーシリーズと全く世界観の繋がりを持たない、全くの0から作られた、新世代シリーズの幕開けとなった作品。いわゆる『マイクロン三部作』（『マイクロン伝説』、『トランスフォーマー スーパーリンク』、『トランスフォーマー ギャラクシーフォース』）の最初の作品である。
過去のトランスフォーマー作品に登場したキャラクターの名前と姿をリメイクしたようなキャラクターの比率が大きい。終盤のユニクロン編は『トランスフォーマー ザ・ムービー』のオマージュとも言える演出が見られる。また、トランスフォーマーシリーズで初となる、ユニクロン玩具化を果たした作品でもある。
シリーズの特徴としてマイクロンをエボリューション（合体）することによって武器が展開したりなどのギミックが発動させることができ、玩具だけでなくアニメ本編にもそれが反映されているが、中盤以降はあまり活かされなくなってしまっている。また本作品の制作をするにおいてはアメリカ同時多発テロ事件の影響を受けて、「戦争を想起させるのでミサイルを飛ばさない」「光線で処理することにより、痛みを感じさせないようにする」など内容の転換を迫られたという。またBGMや台詞の解釈の変更が行われている。

## あらすじ
エボリューション（合体）することによりトランスフォーマーに新たな力を与える新種のトランスフォーマー「マイクロン」。戦いを好まない彼らは400万年前セイバートロン星を脱出。マイクロンを乗せた船は地球へと墜落する。
400万年後、地球の少年ラッドたちが彼らの不時着した宇宙船で発見したひとつのパネルからマイクロンが出現。その復活の信号に応じ、サイバトロンとデストロンの両軍が地球に到着。マイクロンの力を使い、宇宙を我が物にせんとするメガトロン率いるデストロン。ラッドたちと協力しマイクロンと宇宙の平和を守るために戦うコンボイ率いるサイバトロン。
地球を舞台に両軍のマイクロン争奪戦が開始される。

## キャラクター
声優は、日本語版 / 英語版。

### トランスフォーマー

#### サイバトロン / Autobots
総司令官 コンボイ / Optimus Prime
声 - 大川透 / ゲイリー・チョーク
マイクロンの目覚めを察知し、彼らを守るために地球へやってきたサイバトロン総司令官。トレーラートラックのキャブ部分に変形する。
マイクロンを戦いから解放するために戦う勇敢なリーダーであり、冷静で真面目かつ平和を愛する性格で、仲間たちからの信頼も厚い。しかし、彼の映像を初めてみたアレクサからは「こいつも（メガトロン同様）悪そうな面構えね」と言われてしまう。元は輸送部隊の所属で、デバスターに見出されて、戦いの道に入った。
第39話でヒュドラキャノンから地球を守るためにスパークの力も使うが地球を守ったのと引き換えにボディとスパークが砕け散って殉職し、プライムとマトリクスだけが残った。その後の第42話でプライムを初めとしたマイクロンの力がマトリクスに集められたことで復活を果たす。
パートナーマイクロンはプライム。武器は「コンボイガン」、両腕の「W（ダブル）カットアウト」。必殺技は両手を組み合わせて放つ光球「ビッグパンチ」。
トレーラー後部と合体し、コンボイ スーパーモードとなる。また、トレーラーの後部は戦闘基地にもなる。
ユニクロンに取り込まれながらもそこから脱した直後、全身が紺色のファイナルバトルカラー（アナザーコンボイとも）に変化した。
実は普段の性格は「サイバトロンの総司令官」に相応しい振る舞いをしているにすぎず、本質的には戦い好き。ユニクロンを倒した後、決着を望むメガトロンに答える形で総司令官の証であるマトリクスを放棄、一介のトランスフォーマーとしてメガトロンとの私闘を展開。自身も戦いが好きであることを認めながらも「戦いの中であっても光を見続けたい。勝ち残った者が正義ではなく正義が勝つのだ」とも発言するが、その戦いが好きな自身の姿や気質を自身でも否定しており、メガトロンとの戦いが終わった後、宇宙空間を漂っていた際、放棄したマトリクスを見て「今の私に持つ資格はない」と呟く姿も見せる。エピローグにおいては、信頼という正義の心を持ち続けることを願いながら、元の体色に戻った。
他のシリーズに登場したコンボイと区別するため、海外でのタイトルを引用して、アルマダコンボイと呼ばれることもある。
続編の『スーパーリンク』にはグランドコンボイとして登場。
コンボイ スーパーモード
コンボイがコンテナと合体した姿。プライムとのエボリューションにより、必殺技「マックスファイヤー」を発射する。
究極総司令官 ジェットコンボイ / Jet Optimus
第26話から登場。コンボイとジェットファイヤーがリンクアップ（合体）した姿。ジェットファイヤーが下半身に変形し、合体する。これによりコンボイは飛行可能となる。
究極総司令官 マグナコンボイ
第43話から登場。コンボイ スーパーモードとウルトラマグナスがリンクアップ（合体）した姿。ウルトラマグナスが両肩のマトリクスキャノンとして合体する。
玩具はトイザらス限定商品として「限定版マグナコンボイ DXセット」が販売。ファイナルバトルカラー版コンボイはこの商品に含まれる。
超究極総司令官 マグナジェットコンボイ
第48話から登場。コンボイとジェットファイヤーとウルトラマグナスがリンクアップ（合体）した姿。ジェットファイヤーが下半身に変形し、ウルトラマグナスが両肩のマトリクスキャノンとして合体する。第48話と第50話の2回に登場したが戦闘は行わず、移動手段として使われただけだった。
プライム / Sparkplug
第4話から登場。コンボイのパートナーマイクロン。スポーツカー（ランボルギーニ・ディアブロ）に変形する。ビッグキャニオンにて発見された。コンボイを守るためなら小さいながらも体を張り、コンボイの復活にも活躍した。
日本名は当初スパークとなる予定だった。
サージ / Over-Run
アニメでは前半のオープニングのみ、玩具では「STD（スタンダード）コンボイ」のパートナーマイクロンとして登場。ジェット機と銃に変形する。オープニングではコンボイの背中にエボリューションし、コンボイがパンチを放つシーンが描かれていた。
副官 ラチェット / Red Alert
声 - 沢木郁也 / ブライアン・ドブソン
第2話から登場。コンボイと共に地球へやってきたサイバトロン戦士。SUV型の救急車（4WD車）に変形する。
コンボイの副官を務め、ホットロッドからは「ラチェットのとっつぁん」と呼ばれる。冷静だが熱心な性格で隠れた実力者。メカニックや医療も担当しており、機械の修理や子供たちの安全のためにサイバーホークを製作したり、グラップを瀕死の重傷から復活させたこともある。仲間が増えてからは、基地の守りに専念するようになった。
第43話でスカージの攻撃により瀕死の重傷を負うが、マイクロンの力により、ラチェットS（スーパーモード）に進化し、ファイヤーチーフカーに変形するようになった。第50話ではユニクロンの体内に赴くラッドたちを身体を張って送り届けた。
パートナーマイクロンはフック。エボリューションにより胸部から「エナジーブラスト」が発射し、背部から「ポイントブラスター」が出現する。
『ギャラクシーフォース』の海外版「CYBERTRON（サイバートロン）」では同一人物という設定でレッドアラート（後にサイバトロンディフェンスレッドアラートに強化）（ファストエイド（後にファストガンナーに強化）の英名）として登場している。
フック / Longarm
第3話から登場。ラチェットのパートナーマイクロン。クレーン車に変形する。地球にあるマイクロンシップの残骸付近から発見された。額の部分に敵を探知するマルチ・パーパス・スキャナーを持つ。玩具上ではラチェットを復活させた際にスパークフックへ変化した。
戦士 ホットロッド / Hot Shot
声 - 岡野浩介 / ブレント・ミラー
第2話から登場。コンボイと共に地球へやってきたサイバトロンの若き戦士。黄色いスポーツカーに変形する。
血気盛んで感情的になりやすいが、仲間と信じた者は、どれだけ無茶をしても助けようとする真っ直ぐさを持つ。
スタースクリームの裏切りでヒュドラキャノンが完成してしまった際には、スタースクリームを受け入れたコンボイを責めてしまい、直後にコンボイはヒュドラキャノンから地球を守って戦死し、この事から、コンボイが死んだのは自分のせいだと思い込み、周囲に当たり散らすが、仲間たちとのケンカを経て、コンボイの遺志を継ぐ決意を固め、一時的にリーダーを務めることになった。
第43話でスカージの攻撃により瀕死の重傷を負うがマイクロンの力により、ホットロッドS（スーパーモード）に進化し、赤いスポーツカーに変形するようになった。ユニクロンの脅威に立ち向かおうと単身でメガトロンに共同戦線の交渉へ向かい、スラスト追跡時はランページとのコンビプレーを発揮した。ユニクロンとの最終決戦ではコンボイとメガトロンから全軍の指揮権を託され、ユニクロンが眠りに就こうとした際には、コンボイとメガトロンがユニクロン内で決闘をしていることを承知の上で、全軍にユニクロンへの攻撃を指示した。
パートナーマイクロンはジョルト。エボリューションにより背部より「ジャイアントバズーカ」を使う。ビークルモード時に合体することで空を飛ぶこともできる。
続編の『スーパーリンク』にはホットショットとして登場。
ジョルト / Jolt
第3話から登場。ホットロッドのパートナーマイクロン。ヘリコプターに変形する。地球にあるマイクロンシップの残骸付近から発見された。彼の持つエンジンパーツはホットロッドの武器「ジョルトガン」となる。玩具上ではホットロッドを復活させた際にスパークジョルトへ変化した。
戦術家 グラップ / Smokescreen
声 - 宝亀克寿 / デイル・ウィルソン
第10話から登場。丈夫なボディと腕力が自慢のトランスフォーマー。コンボイたちと共に地球に来た戦士だが、ワープするタイミングが遅れたため地下鉄が通るところに一人ではぐれてしまい、遅れて合流した。クレーン車に変形する。
性格は江戸っ子気質で同じように熱い性格のホットロッドと仲が良い。ラチェットほどではないが、メカに関する知識もあり、彼と共にウルトラマグナスを開発した。セイバートロン星では基地の建設を指揮していた。腕相撲が好き。
パートナーマイクロンはリフト。武器は胸部の「オートフック」。エボリューションで長距離射程の「ロングランチャー」の使用が可能となり、コスモテクターの射出にも役立っている。
第33話でメガトロンの手に渡ったアストロブラスターにより瀕死の重傷を負うが、スパークは無事だったことが判明し、続く第34話にてラチェットから新たなボディを与えられて、グラップS（スーパーモード） / Hoist（ショベルカーに変形）として復活する。コスモテクター射出も腕を回転させて投げるというものになった。
玩具はグラップとは別のキャラクターとして開発されていたが、ストーリー上の都合でグラップの強化版という設定となった。海外発売版の玩具SmokescreenとHoistが別人という設定なのはこの名残。
リフト / Liftor
第14話から登場。グラップのパートナーマイクロン。フォークリフト（リフトカー）に変形する。山岳地帯で発見された。玩具の設定上スパークリフトというパワーアップ版が用意されていたが（てれびくんのイラストではグラップと共に破壊されるシーンが描かれた）、アニメ版ではグラップが強化されてからもリフトのままで登場した。設定画は存在しており、登場予定そのものはあった。
軍曹 デバスター / Scavenger
声 - 藤原啓治 / ワード・ペリー
第14話から登場。老練な性格の傭兵。ブルドーザーに変形する。。
性格はおおらかだが多くの戦いを生き抜いただけはあり、冷静で判断力がある。最初はデストロンとして参戦するが、メガトロンの卑劣なやり方や敵として戦ったホットロッドに「未来」を見出したため、傭兵としての勤めを果たした後はデストロンを脱退し、サイバトロンに組する。趣味は昼寝で、戦闘以外ではいびきをかいて寝ている。
かつてはサイバトロン士官学校の教官だったが、その教育方針を巡って上層部と対立。その後、軍を離れて傭兵となった。傭兵としてコンボイとは敵としても味方としても過去何度も関わっており、お互い信頼は厚い。軍曹としてコンボイの教官を務めていたこともある。サイバトロンに入った当初はグラップとカルロスからは疑いの目で見られていたが、コンボイとのコンビプレーで納得させた。武器は持たず1対1の格闘戦を好む（ただし、手からビームを放つことはできる）。ホットロッドを弟子としてしごき、彼がコンボイの死で荒れた際にはケンカを通じて、ホットロッドにコンボイの遺志を気づかせた。
日本版ではラチェット曰く「デバスターは、どの勢力に属していても全力を尽くす。それゆえにスパイ行為から最も遠い男」であるが、海外版ではコンボイの命令でデストロンのスパイをしていたと設定が違っている。
パートナーマイクロンはダート。エボリューションで腰部から「ドーザーキャノン」を発射する。
ダート / Rollbar
第17話から登場。デバスターのパートナーマイクロン。バギーに変形する。デストロンが手に入れたマイクロンたちの中に彼の脚が写っており、デバスターと共に脱退したと思われる。
射撃手 シルバーボルト / Blurr
声 - 千葉一伸 / ブライアン・ドラモンド
第20話から登場。サイバトロン最速の戦士。デバスターの最後の教え子。プロトタイプカー（レーシングカー）に変形する。
クールな性格で、「やれやれ」が口癖。背部に装備した銃「スリークカノン」による、射撃が得意。アクサロン完成後は操縦を担当。
当初は愛想が悪く、マイクロンを戦いの道具と考えており、ホットロッドと仲違いしていたが、マイクロンを守るために戦う姿を見て、マイクロンは仲間と改め、ホットロッドとのチームワークも身に着ける。
パートナーマイクロンはターボ。エボリューションで「フライトモード」に変形して飛行可能となる。
ターボ / Incinerator
第20話から登場。シルバーボルトのパートナーマイクロン。ドラッグカー（レーシングカー）に変形する。シルバーボルトがアイアンハイドの持っていたマイクロンパネルを狙撃し入手、そのまま共にサイバトロンに加入。シルバーボルトを仲間と判断して着いて行き、彼の考えを変えさせた。
副司令官 ジェットファイヤー / Jetfire
声 - 千葉進歩 / スコット・マクニール
第25話から登場。セイバートロン星での留守を任されていたサイバトロンの副司令官であり、途中で地球へとやって来る。地球に来る途中でスキャンしたスペースシャトルに変形する。「プラズマブラスター」が武器。サイバトロンの貴重な航空戦力。
天空の騎士を自称する。陽気な性格で、ポジティブな思考の持ち主。物事を深く考えないタイプであり、仲間からだけでなく敵にさえ呆れられることもある。しかし、時に仲間を気遣ったりと冷静な面も見せる。
パートナーマイクロンはソナー。
続編の『スーパーリンク』にはスカイファイヤーとして登場。
ソナー / Cometor
第36話から登場。ジェットファイヤーのパートナーマイクロン。探査車に変形する。レーダーでマイクロン捜索に活躍する。玩具版ではジェットファイヤーの着陸脚にも変形するがアニメでは描写はされなかった。
情報員 ステッパー / Sideswipe
声 - 小伏伸之 / サムエル・ビンセント
第31話から登場。元十連部隊所属の戦士。スポーツカーに変形する。一時期、暗号解読班に所属していた。
普段は気弱だがビークルモードでは思考回路にターボがかかるために直情的な性格になる。
憧れのシルバーボルトを追いかけて地球に来たが、まったく相手にされず、ホットロッドの部下になり、命がけで自分を救ってくれたホットロッドを「兄貴」と慕うようになった。セイバートロン星に帰還してからは、アクサロンに残ってのオペレーターを務めることも多くなる。
必殺技はホットロッド直伝の「ジャイアントアッパー」。
パートナーマイクロンはチャー。エボリューションにより高速形態に変形できる。
チャー / Nightbeat
第31話から登場。ステッパーのパートナーマイクロン。バイクに変形する。
惑星参謀 ウルトラマグナス / Overload
第43話から登場。ラチェットとグラップが開発したコンボイのパワーアップユニットであり、牽引車に変形する。
初期設定はトランスフォーマーではなく、マイクロン基地という設定で、シナリオもそれを前提で組まれていたが、急遽設定が変更されたためアニメに取り入れる余裕がなく、ロボットモードは終盤で僅か2カット、ビークルモードは後期アイキャッチのみの登場となった。
マグナス / Rollout
第43話から登場。ウルトラマグナスのコアとなるマイクロン。トラックと銃に変形する。
偵察員 サイバーホーク / Laserbeak
第3話から登場。ラチェットが開発した鳥型のサポートメカ。ビデオカメラに変形する。子供たちの声により、物事の伝達や通信などを行う。後に破壊されるがラチェットの手により2体目が開発される。また、スタンガンのように放電したり、羽で相手を切り裂くなどの攻撃機能も備えている。
サイバトロン戦士
声 - 清水敏孝、他
ホットロッドとランページがかつて所属していた部隊の戦士たち。旧作のキャラクターをモデルにしている。
また、第1話にてマイクロンの信号を受け取ったセイバートロン星、終盤においてセイバートロン星にいた兵士たちにも旧作のキャラが確認できる。

#### デストロン / Decepticons
破壊大帝 メガトロン / Megatron
声 - 梁田清之 / デビッド・ケイ
マイクロンを従わせ宇宙征服を狙うデストロンのリーダー。戦車に変形する。月に墜落しマイクロンが乗っていた宇宙船をアジトしている。デストロンのリーダー。マイクロンが目覚めを知り地球にいち早く襲来した。コンボイとは歴年のライバルで常に彼と雌雄を決することを望んでおり、コンボイが思いがけない死を迎えた際には絶叫し、コンボイが甦った際には一番喜ぶなど、ある種の友情に近い感情を持つ。
力を信望する軍人肌だが喜怒哀楽の描写が多く、自分の感情に非常に素直である（バレルが仲間になった際には一句詠み、スターセイバーを手に入れた際にははしゃぎ、スターセイバーを振り回しながらダブルフェイスをはじめとする部下たちを嬉々として追いかけ回した）。部下たちの中で特にスタースクリームに辛く当たるが、実は彼がいつか自分を超えることを願っており、厳しい態度には師弟愛もあった（作戦上の都合や、自身の我儘でスタースクリームを貶めることもあったが）。
宇宙征服の暁にはデストロン帝国を築き上げようとしており、第51話でラッドたちが迷い込んだ精神世界でのデストロン帝国には、既に戦死しているスタースクリームとスラスト（罵倒され、最期は見捨てた）の姿もあった。
第43話でスカージの攻撃で瀕死の重傷を負った際、マイクロンの力により、メガトロンS（スーパーモード） / Galvatronに進化した。ユニクロンを倒すべく、サイバトロンと同盟を結ぼうとするも、コンボイを倒してからという思考は変わらずにいたが、スタースクリームの捨て身の行動に心動かされ、コンボイを含めたサイバトロンと共闘した。ユニクロン内部でダブルフェイス（ユニクロン）の言葉について考え、自らの存在意義を懸けてコンボイと決闘する道を選択する。その際に消えようとするユニクロンの闇に吸い込まれそうになったコンボイを庇い、悪は不滅であることを唱えながら自らその闇の中へと消えていった。
パートナーマイクロンはバレル。エボリューションによりフルバーストモードに変形できる。
頭の形状とビークルモードから、ビリーには「鍬形頭」、スラストには「クワガタンク」と陰口を叩かれていた。
他のシリーズに登場したメガトロンと区別するため、海外でのタイトルを引用して「アルマダメガトロン」と呼ばれることもある。
続編の『スーパーリンク』ではガルバトロンとして復活を果たす。
バーニングメガトロン
第29話から登場。メガトロンとショックウェーブが合体した姿。アニメでは未呼称。ショックウェーブが三つに分離し、両腕と背部に合体する。これによりメガトロンは飛行可能となる。
ショックウェーブと合体できることを知っていたのはスラストとショックウェーブだけのようであり、地球での合体が初めてのようで、飛行できるようになったことを大いに喜んでいた。メガトロン スーパーモードにも合体可能になっている。
バレル / Leader-1
第2話から登場。メガトロンのパートナーマイクロン。自走砲（戦車）と銃に変形する。他のマイクロンより好戦的で、単独での砲撃も行う。メガトロン自身も気に入っているため、部下たちには「バレル様」と呼ぶようにさせている。フルバーストモードでは胸部に合体。
第43話でメガトロンをスーパーモードに進化させた際に自身もスパークバレルに進化した。
航空参謀 スタースクリーム / Starscream
声 - 山野井仁 / マイケル・ドブソン
第2話から登場。デストロンの若き「次期リーダー候補」（No.2はスラスト）。ジェット戦闘機に変形する。一人称は「私」。野心家ではあるものの、誇り高く、正々堂々とした性格。戦士としての倫理に外れた行為を嫌い、サンドストームの子供たちを人質にしてマイクロンを奪うという卑劣な作戦にも最後まで難色を示していた。武器は胸部のエネルギー砲バルカン、左の翼が変形した剣・ウィングブレードを使用する。
スラストの企てた作戦で、知らぬ間に見捨てられ独り囮に使われたこととメガトロンへの怒りから、復讐のために一時期サイバトロン入りをする。アレクサたち人間との交流などを経て友情と愛情に目覚める（マイクロンを気遣ったり、アレクサたちに火星の石をお土産に持って来るなど、元々根は優しい性格だったと思わせる面も見せている）も、スラストの入れ知恵に乗ってしまい、不本意ながらも裏切ってしまった。しかし、心はサイバトロン側の思想に寄っていたこともあり、仲間内では浮いた存在になり孤立気味になってしまう。自分を受け入れてくれたサイバトロンを裏切ってしまったことに関しては後ろめたい気持ちがあったようで、後にサイバトロンと交戦した際はホットロッドの拳を甘んじて受けたり、謎の惑星でメガトロンに止めを刺されかけていたラチェットとホットロッドを「コンボイを倒すための捕虜にするのがよい」とメガトロンに提案して、2人の命を助けたりもした。また、第39話にてヒュドラキャノンでの地球への砲撃作戦が失敗した時には、心から安堵の表情を浮かべている。
第43話でスカージの攻撃で瀕死の重傷を負った際、マイクロンの力によりスタースクリームS（スーパーモード）に進化した。第48話では、打倒ユニクロンのためにサイバトロンとの同盟をメガトロンに進言するものの受け入れられなかったことからメガトロンに決闘を挑む。ウィングブレードにスパークの力を込めて、メガトロンのスターセイバーとも対等に渡り合うもメガトロンが同盟に必要な存在であることから、ウィングブレードのエネルギーを消し、わざと斬られる。「最高の戦士」であるメガトロンと「信頼のおける指揮官」であるコンボイに全トランスフォーマーの未来を託した後、自身のスパークの全ての力を込めたナル光線キャノンをユニクロンに放つもののグリッドとのエボリューションを途中で解除したために届かず、ユニクロンの落雷により消滅。ウィングブレードが墓標のように残った。スタースクリームの死はアレクサとラッドはもちろんのこと、自分たちを裏切ったスタースクリームに憎しみを抱いたカルロス、ビリー、ジムも悲しみ、メガトロンも彼の命を掛けた信念と死に心動かされ、デストロンの仲間を引き連れ、コンボイたちサイバトロンと共にユニクロンと戦うことを選択した。そして、この第48話「決死（しんねん）」は唯一タイトルコールがされなかった特別仕様となっていた。
パートナーマイクロンはグリッド。エボリューションによりナル光線キャノンが出現。
他のシリーズに登場したスタースクリームと区別するため、海外でのタイトルを引用して「アルマダスタースクリーム」と呼ばれることもある。
グリッド / Swindle
第6話から登場。スタースクリームのパートナーマイクロン。森林地帯の木にめり込んでいるところを発見された。スピードに拘るスタースクリームによりフォーミュラ1（F1（エフワン）カー）をスキャンして変形する。肩の車輪を飛ばす「グリッドトランブル」が武器とされるが、本編未使用。
第43話でスタースクリームをスーパーモードに進化させた際に自身もスパークグリッドに進化した。第48話でユニクロンの攻撃でスタースクリームが散る直前、エボリューションを彼の手により解除されたために生存し、その後サイバトロンの元に引き取られた。
破壊兵 アイアンハイド / Demolishor
声 - 遊佐浩二 / アルヴィン・サンダーズ
第2話から登場。メガトロンとともに地球に来たデストロン戦士。ミサイルタンク（対空戦車）に変形する。一人称は「私」。ボディカラーは砂色。実直な性格でメガトロンに忠実。自分で考えるのが苦手であり、すぐメガトロンに頼る。また、デストロンのためを思い、仲間を大切にし、スタースクリームほどではないが、マイクロンに対する愛情もある。あまりの忠実さゆえに自分の手に入れたマイクロンを横取りされたこともある。指からの「フィンガーカノン」、肩の「アイアンミサイル」など武器が重火器に重点が置かれているために強さは火力に特化されており、そのためか格闘戦は苦手らしく、スタースクリームとのマイクロン争奪戦では格闘戦で負けたが、結果的にこの負けが、力不足を補うためとしてマイクロンを授けられる理由になった。メガトロンの命令によりスターセイバーを受け取りに来た際、スタースクリームがウィングブレードを手にした時は彼の意向通りにするなど、スタースクリームを恐れているような面もあったが、後半、スタースクリームがデストロンに復帰した後は彼に対する見方が変わったようで、孤立してしまったスタースクリームを唯一心配していた。
第43話でスカージの攻撃で瀕死の重傷を負った際、マイクロンの力により、アイアンハイド S（スーパーモード）に進化した。
パートナーマイクロンはサーチ。
続編の『スーパーリンク』にも引き続き登場し、ボディカラーはライトグリーンになった。
サーチ / Blackout
第3話から登場。アイアンハイドのパートナーマイクロン。誘導レーダー車（ミニタンク）に変形する。メガトロンにアイアンハイドのパートナーに任命された。センサーでマイクロンパネル捜索に活躍し、また砲手を務める場合もある。
第43話でアイアンハイドをスーパーモードに進化させた際に自身もスパークサーチに進化した。第50話でユニクロンのデータ採取を行い、捜索時にアイアンハイドとはぐれてしまうが、ホットロッドが見つけ出し、アイアンハイドの下に無事返された。
後に『トランスフォーマー キスぷれ』ラジオドラマ第二部にも出演を果たし、あたりを助け、メリッサと共にアイアンハイドを探した。
空中攻撃兵 サンドストーム / Cyclonus
声 - 千葉一伸 / ドン・ブラウン
第2話から登場。メガトロンとともに来たデストロン戦士。攻撃ヘリコプターに変形する。残忍で攻撃的、卑怯なことも平然と行うデストロンらしい性格の戦士で「ラリホー」などの高笑いを上げながら攻撃をする。ドジで撃墜されることも多いが、至ってマイペースで全く懲りることは無く、負けが続いたことでデストロン内部が不穏な空気になった時も彼だけはいつも通りだった。後半でユニクロンの捜索のためにデストロン戦士と共に派遣されたが、勝手に攻撃を開始した際には、デストロン戦士は彼に付いて行き「ラリホー」と叫びつつ突撃していた。
パートナーマイクロンはキャノン。エボリューションによりコックピット部分が変化する。また、デストラクションマイクロンチームともエボリューションを行った。
劇中ではスーパーモードにパワーアップできなかったが、海外では「パワーリンクス」の名でボディカラーはライトグリーンになった「サンドストームS（スーパーモード）」に該当するUSAエディション パワーリンクス サイクロナスを与えられてラオックスで限定発売された。
続編の『スーパーリンク』にも引き続き登場し、ボディカラーはグレーの迷彩になった。
キャノン / Crumplezone
第3話から登場。サンドストームのパートナーマイクロン。戦車に変形する。ラッドたちから奪い取ったマイクロンパネルより覚醒した。
軍師 スラスト / Thrust
声 - 遊佐浩二 / コリン・マードック
第25話から登場。メガトロンが呼び寄せたデストロンの軍師。戦闘VTOL（垂直離着陸機）に変形する。透明化能力も持つ。基本的に仰々しい丁寧言葉で喋る。過去、幾度もサイバトロンを苦しめた功績から「冷徹軍師」の異名を持ち、その行動は多分に知略による。初登場後しばらくは作戦会議時に星占いを行い「おぉ、これは吉兆…」と言うのが通例だったが、基本的にその作戦は失敗する。
当初は実質上のNo.2的存在として忠実にメガトロンに仕えており、知略を駆使した作戦やショックウェーブを呼び寄せるなどしてサイバトロンをこれまでになく追い詰めるが、ジェットファイヤーやリンクアップ、アストロブラスターといった不確定要素や自身の慢心で頻繁に失敗してしまう。後半ではいつまでも野望を果たせないメガトロンを見限り、ダブルフェイスの語る「大いなる力（ユニクロン）」を聞き迎合、ユニクロンに仕え自らの知略を最大限に生かそうと、デストロンを裏切る。しかし、その自身の知略への過信がダブルフェイスに利用されており、ダブルフェイスの正体（＝ユニクロン）も、ユニクロンが自らの故郷であるセイバートロン星を攻撃することも知らされていなかった。第50話でユニクロンが自分の存在を全く意に介さず、挙句の果てに故郷を破壊しだしたことでようやくユニクロンを疑い始めるが、結局自分の考えが間違っていたことを認められず、メガトロンを罵倒し、最期はユニクロンの変形に巻き込まれ、メガトロンに完全に見捨てられた挙句スパークごと潰され死亡した。
特徴的な姿形（コーンヘッドと短い羽）からか「イカトンボ」と呼ばれ、本人はとても気にしている。
日本名は当初スカイワープとなる予定だった。
パートナーマイクロンはサンダー。
日本版の玩具シリーズの「ユナイトウォリアーズ」ではカースアルマダスラストとして復活を果たしている。
サンダー / Inferno
第25話から登場。スラストのパートナーマイクロン。砲兵トラクター（輸送起立発射機）に変形する。覚醒した後にデストロンに幽閉されていたところをスラストにパートナーとして選ばれた。スラストと同様に透明化の能力と飛行能力を持つ。エヴォリューションしたことはなく、スラストの謀略が見抜かれた際、玩具ではエヴォリューションしないと発動しないはずの翼が回転するギミックをスラストは平然と使っていた。
提督 ショックウェーブ / Tidal Wave
声 - 山野井仁 / ダグ・パーカー
第28話から登場。スラストが呼び寄せた巨大トランスフォーマー。「フリートトップ」「フリートライダー」「フリートクラフト」の3隻（それぞれが空母、双胴戦艦、揚陸艦をモチーフとしている）に分離可能な戦艦に変形する。過去に数々の戦いでサイバトロンを苦しめた経歴を持ち「豪腕提督」とも呼ばれている。その巨体と全身の重武装でコンボイたちを苦しめた。ジェットコンボイと単独で対等に戦い、ジェットコンボイがスターセイバーを手にして戦ってようやく撃退するほどの強敵でもある。ビークルモードでは真下が死角になるという弱点がある。性格は意外と律儀だが片言言葉で、知能は低い。メガトロンと合体することによりバーニングメガトロンになる。初登場した際にはかなりの巨体として描写されているが、後の回で他のデストロンより一回り大きい程度になっている。
テックスペックでは、知能はアニメほど低くなく、無駄口や誰かとつるむことを好まない人物とされている。
続編の『スーパーリンク』にも引き続き登場し、ボディカラーは白とグリーンになった。
ソニック / Ramjet
アニメには登場しないショックウェーブのパートナーマイクロン。戦闘機に変形する。
戦闘員 ランページ / Wheeljack
声 - 千葉進歩 / マイケル・デインジャーフィールド
第31話から登場。元サイバトロン戦士という経歴を持つデストロン兵士。ホットロッドの旧友。スポーツカーに変形する。過去の戦いで、炎に囲まれていたところをホットロッドに救助を依頼し、ホットロッドは助けを呼びに立ち去ったところをメガトロンに助けられる。その恩に報いるためにデストロンに加わるが、その忠誠はデストロン軍団ではなく、メガトロン自身に向けられている。口数は多い方ではなく、他の仲間と会話することはないが、メガトロンのためになるのであれば、メガトロンにも意見する。黒いボディと胸の傷ついたサイバトロンマーク、デストロンシンボルはその下に小さく描かれている。敵同士ではあるがランページはホットロッドのことを今でも親友と思っており、ホットロッドが過去のことを悔いていることを察し、忘れさせようともしている。わずかな距離だが瞬間移動の能力を持っている。サイバトロンとデストロンとの共闘の交渉に来たホットロッドのことを信じ、コンビプレーを見せる。
テレビマガジンでは「自分を見捨てたホットロッドに恨みを晴らすため、地球へ来た」と紹介されたこともある。
かつて、サイバトロンに所属していた際は白いボディだった。
ホーク / Wind Sheer
アニメには登場しないランページのパートナーマイクロン。ステルス機（F-117航空機）に変形する。
デストロン戦士
ユニクロンの捜索のために派遣されたデストロンたち。サンドストームが勝手に攻撃を開始した際には、彼に付いて行き「ラリホー」と叫びつつ突撃していた。彼らのデザインは初代に登場したブリッツウイングやビルドロン、マスターフォースに登場したバスター（海外ではパワーマスターのドレッドウインド）らの色替え。
バグによる反撃の後アイアンハイドとサンドストームはバーニングメガトロンが迎えに来た（この時同じく派遣されていたホットロッドとステッパーもジェットコンボイが連れて帰った）が、このデストロンたちはいなかった。

#### マイクロン（チーム） / Mini-Cons
セイバートロン星に突如現れた新種のトランスフォーマー。サイズは人間の子供並みで、他のトランスフォーマーたちに比べ小型、ビークルモードに変形することは可能だが、小さいので、人が中に乗ることは出来ない。トランスフォーマーと合体（エボリューション）することでトランスフォーマーを進化させ、新たな力を生み出させる持つが、マイクロン自体は総じて戦いが嫌いな性格。
大昔、その力に目を付け道具として利用しようとするデストロンと、マイクロンの意思を尊重し彼らを戦いから遠ざけようとするサイバトロンとの間で戦いがおき、最終的にサイバトロンによりセイバートロン星のマイクロン全てを星から脱出させることに成功するが、多くのマイクロンを乗せた船が途中で攻撃されたことで地球へと墜落、乗員のマイクロンたちはマイクロンパネルへと姿を変え眠りに就いていた。なお、この時地球へ落ちた者たち以外にも多くのマイクロンが宇宙へ散っており、後半ではサイバトロンたちと共にセイバートロン星へ帰還した。
古くから何体かのマイクロンは目覚めや休眠を繰り返していたが、ラッドたちがウィリーたちを目覚めさせたのを期に本格的にマイクロンたちが目覚め始め、またその際に送られた信号を察知してサイバトロンとデストロンの両軍が地球へと現れ、再びマイクロンを巡った争いが始まることとなる。マイクロンパネルから目覚めたマイクロンは、自分を目覚めさせた者を親のように思うため、デストロンに組し積極的に戦うマイクロンもいる。
その正体はユニクロンが生んだトランスフォーマーであり、彼の細胞。特にスターセイバー・コスモテクター・アストロブラスターの3つは特別製であり、眠りに就いたユニクロンを目覚めさせるための力である。両軍の戦いを煽り、最終的に両軍を滅ぼすために生み出された。しかし、スラストがラッド一行を利用して、スタースクリームをアストロブラスターで攻撃した際、ウィーリーが無意識で起こした力により、ラッド一行は、マイクロンが自我に目覚める前の時代にタイムスリップ。現地において、ラッドがウィーリーに「僕たちが待っている地球に行くんだ」と呼びかけたことでウィーリーに自我が芽生え、他のマイクロンたちも自我が芽生えることになった。
なお、玩具付属のカードに於いては単純にサイバトロン派、デストロン派の派閥に分かれている模様。
マイクロンは各種3体セットで販売。特別カラーのエクスディメンションズも存在する。
親善外交部隊 ストリートアクションマイクロン / Street Action Mini-Con Team
ラッドたちの乗り物をスキャンしたマイクロン。彼らのパートナーである。主題歌CDとのセットではよりアニメに近い彩色のものが販売された。トイザらス限定商品として「限定版マグナコンボイ DXセット」にクリスマスカラーバージョンが同梱された。
ウィーリー / High Wire
声 - 富坂晶 / テリー・クラッセン
ラッドのパートナーマイクロン。地球において最初に覚醒した。マウンテンバイクに変形する。中盤から言語を話せるようになる。
バンク / Grindor
声 - 中井将貴 / 不明
第2話から登場。カルロスのパートナーマイクロン。スケートボードに変形する。笑ったり感情を表す時、背中の羽がパタパタと動く。
アーシー / Sureshock
声 - 前田ゆきえ / 不明
第2話から登場。アレクサのパートナーマイクロン。オレンジ色のスクーターに変形する。他の二人のマイクロンに比べておとなしい。
バンブル / Perceptor
声 - 富坂晶 / 不明
第4話から登場。ウィーリー、バンク、アーシーの三体が合体したロボット。小柄なサイズを生かして敵を撹乱する。
航空防衛部隊 エアディフェンスマイクロン / Air Defense Mini-con Team
3体共々に航空機で編成された部隊。3体でスターセイバーに合体する。玩具ではコンボイ スーパーモードかホットロッドに持たせることでLEDで刀身を光らせることができる。また、エンディングCDとのセットではスターセイバー合体時をイメージしたクリアブルー成型のものが販売された。エクスディメンションズでは炎をイメージした赤系のカラーリングとなっている。
マッハ / Jetstorm
第5話から登場。氷の中から発見されたマイクロン。ジェット機（コンコルド）に変形する。
ジェッター / Runway
第13話から登場。火山の中で発見されたマイクロン。ジャンボジェット（ソニック・クルーザー）に変形する。
シャトラー / Sonar
第12話から登場。氷の中から発見されたマイクロン。彼の呼びかけにより他の2人も覚醒する。スペースシャトル（スペースビークル）に変形する。
スターセイバー / Star Saber
第13話から登場。3体のエアディフェンスマイクロンが合体した宇宙最強の剣。戦闘時には刃が青い光に包まれる。その力により過去古代文明を滅ぼしたことがある。メガトロンやホットロッド、スタースクリームの手に渡る。ユニクロン復活の最終キーの一つである。
陸上防衛部隊 ランドミリタリーマイクロン / Land Military Mini-Con Team
3体共々に軍用車で編成された部隊。玩具では手押し式のミサイル（ショットのみスプリング式）を搭載されている。エクスディメンションズでは元とは正反対の彩色となっている。
ボム / Bonecrusher
第8話から登場。砂の奥に埋もれた神殿で発見されたマイクロン。ミサイルトレーラー（自走砲）に変形する。アイアンハイドは必死に手に入れたが、彼は命令違反を犯したということになり所有権がメガトロンに移る。アイアンハイドにエボリューションした時は彼の火力を強化させた。
クラック / Knock Out
第22話から登場。スターセイバーを手に入れたデストロンが快進撃の最中に手に入れられたマイクロン。双発のミサイルタンク（臼砲）に変形する。
ショット / Wreckage
第22話から登場。スターセイバーを手に入れたデストロンが快進撃の最中でに手に入れられたマイクロン。装甲車に変形する。
強襲破壊部隊 デストラクションマイクロン / Destruction Mini-Con Team
3体共々に戦闘車両で編成された部隊。玩具ではギアアクションギミックが搭載されており、サンドストームとの連結ギミックがある。エクスディメンションズではパール塗装を使用したカラーリング。
クラッシュ / Drillbit
第10話から登場。使い捨てられた地下鉄で発見されたマイクロン。ドリル建設車（ドリル戦車）に変形する。サンドストームが手に入れ、ドリル攻撃を繰り出していた。玩具では転がすとドリルが回転する。
ダスター / Dualor
第17話から登場。スターセイバーを手に入れたデストロンが快進撃中に手に入れられたマイクロン。ミサイルタンク（対空戦車）に変形する。玩具では転がすと砲塔が前後に動く。
ホイール / Buzzsaw
第17話から登場。スターセイバーを手に入れたデストロンが快進撃中に手に入れられたマイクロン。切削機（バケットホイール型掘削車）に変形する。玩具では転がすとバケットが回転する。
前衛防衛部隊 レースマイクロン / Race Mini-Con Team
3体共にレースカーで編成された部隊。3体でコスモテクターに合体する。エクスディメンションズでは氷をイメージした青系のカラーリングとなっている。
スピン / Downshift
第20話から登場。レース場にて覚醒したマイクロン。ロードレースカー（プロトタイプカー）に変形する。両軍を翻弄するが、ホットロッドとシルバーボルトの口論とサンドストームの手によりデストロン側に奪われた。後にコスモテクターが奪還された際にサイバトロン側に入る。
ドリフト / Dirt Boss
第14話から登場。岩山で発見されたマイクロン。オフロードカー（ラリーカー）に変形する。
インディー / Mirage
第14話から登場。岩山で発見されたマイクロン。インディーカーに変形する。スタースクリームのパートナーマイクロン・グリッドと変形機構がよく似ている。
コスモテクター / Skyboom
第20話から登場。3体のレースマイクロンが合体した宇宙最強の盾。その力によりかつて古代文明を滅ぼしたことがある。スターセイバー、アストロブラスターをも防ぐ力があるが、その反動により強力なエネルギーが発生する。デストロンが手に入れ、後にグラップの手に渡りフォーメーションの基点となるが、スタースクリームに持ち逃げされてしまう。ユニクロン起動の最終キーの一つである。宇宙最強の盾というのは後付け設定であり、本来は飛行形態だった。
高速偵察部隊 ストリートスピードマイクロン / Street Speed Mini-Con Team
3体共々に乗用車に変形する。特筆したギミックはないが、このサイズでは限界までプロポーションと可動を施されている。劇中では色違いが数体登場している。
ジーク / Spiral
第15話から登場。ハイウェイのトンネルにて発見されたマイクロン。ベンツ（メルセデス・ベンツ・CLKクラス）に変形する。劇中では二体登場し、最初の一体はサイバトロンが確保したがその後の一体はデストロンの手に渡る。サイバトロンが確保した直後にはカーモードでジムを車体に乗せ走行したこともある。
ニトロ / Oval
第17話から登場。スターセイバーを手に入れたデストロンが快進撃の最中で手に入れられたマイクロン。イタリアンスポーツカー（サリーン・S7）に変形する。
オート / Backtrack
第17話から登場。スターセイバーを手に入れたデストロンが快進撃の最中で手に入れられたマイクロン。アメリカンセダン（キャデラック・XLR）に変形する。
航空戦闘部隊 エアミリタリーマイクロン / Air Military Mini-Con Team
3体共々に軍用機に変形する。エクスディメンションズでは黒系のカラーリングで統一されている。
リーコン / Terradive
第25話から登場。デストロンが覚醒させたマイクロン。超音速偵察機（ステルス戦闘機）とクローに変形する。スラストにより航空戦力として使われた。
フレイム / Thunderwing
第25話から登場。リーコンと同じくデストロンが覚醒させたマイクロン。ステルス戦闘機（ステルス爆撃機）と手裏剣に変形する。
グライド / Gunbarrel
第25話から登場。リーコンと同じくデストロンが覚醒させたマイクロン。輸送機（爆撃機））とガトリング砲に変形する。
宇宙攻撃部隊 スペースマイクロン / Space Mini-Con Team
3体共々に宇宙設備に変形する。3体でアストロブラスターに合体する。エクスディメンションズでは雷をイメージした緑と黄色のカラーリングとなっている。
アポロ / Skyblast
第28話から登場。サイバトロン基地の奥にて覚醒したマイクロン。ロケットに変形する。戦いと自分の力に恐怖しており、逃げ出しラッドたちに発砲したこともあったが、自分を助けてくれるサイバトロンと自分たちのために協力する。
ムーブ / Payload
第29話から登場。アポロの呼びかけに海底で覚醒したマイクロン。ロケット輸送車（ロケットトランスポーター）に変形する。アポロを乗せてトランスポートモードになる。
ミール / Astroscope
第29話から登場。アポロの呼びかけに月面で覚醒したマイクロン。衛星（宇宙ステーション）に変形する。
アストロブラスター / Requiem Blaster
第29話から登場。3体のスペースマイクロンが合体した宇宙最強の銃。その威力はトランスフォーマーを瀕死に追い込むほどであり、グラップもその犠牲となった。ユニクロン起動の最終キーの一つである。
海上砲撃部隊 シーマイクロン / Sea Mini-Con Team
3体共々海洋系のビークルに変形する。玩具ではランドミリタリーマイクロン同様、手押し式のミサイルを搭載されている。玩具付属のテックスペックのカードでは、戦いと略奪が好きなデストロン派のマイクロンとして紹介されている。エクスディメンションズではショックウェーブと合わせた紫のカラーリングで統一されている。
ノット / Stormcloud
第33話から登場。デストロンが手に入れていたマイクロン。モーターボート（高速艇）に変形する。ショックウェーブの艦上で狙撃を行った。
セイル / Oceanglide
第33話から登場。デストロンが手に入れていたマイクロン。ソーラーボートに変形する。ショックウェーブの艦上において狙撃を担当した。
フロート / Waterlog
第33話から登場。デストロンが手に入れていたマイクロン。ホバークラフトに変形する。ショックウェーブの艦上にて狙撃を担当した。
局地工作部隊 アドベンチャーマイクロン / Adventure Mini-Con Team
3体共々に局地用車両に変形する。玩具ではそれぞれデストラクションマイクロンと同じギアアクションギミックがあり、デストラクションマイクロンとは対を為す。エクスディメンションズではそれぞれ元とは正反対のカラーリングとなっている。
ジャンク / Iceberg
第42話から登場。サイバトロンが手に入れていたマイクロン。雪上車に変形する。玩具では転がすことでプレートが開閉する。
スパイク / Dunerunner
第25話から登場。渓谷でデバスターの手により回収されたマイクロン。バギーに変形する。玩具では転がすことで砲台が稼働する。
ウィンチ / Ransack
アニメ未登場のマイクロン。ジープ（SUV）に変形する。玩具では転がすことでウィンチが巻き取れる。
航空砲撃部隊 エアアサルトマイクロン / Aerial Extermination Mini-Con Team
エアディフェンスマイクロンの色替えで、3体合体でダークセイバーになる。
マッド / Skull Buster
アニメ未登場マイクロン。ジェット機（コンコルド） に変形する。
ジャック / Jackknife
アニメ未登場マイクロン。ジャンボジェット（ソニック・クルーザー）に変形する。
シェード / Maverick
アニメ未登場マイクロン。スペースシャトル（スペースビークル）に変形する。
ダークセイバー / Vorpal Saber
スカージが持っていた暗黒の剣であり、攻撃を受け消滅した（マイクロンに分離する描写はなく、単なるスカージの武器として登場）。
保安警備部隊 エマージェンシーマイクロン / Emergency Mini-Con Team
3体共々に救助車両に変形する。ビークルモードの他に武器にも変形し、エアミリタリーマイクロンと対を為す。エクスディメンションズではラチェット スーパーモードに合わせたカラーリングとなっている。
プロール / Prowl
アニメ未登場のマイクロン。パトカーとハンドガンに変形する。
ドラフト / Firebot
第36話から登場。火星の衛星にて発見されたマイクロン。ショックウェーブに狙われるが、スタースクリームの呼びかけにより撃退している。消防車とミサイルポッドに変形する。
ツイスト / Makeshift
アニメ未登場のマイクロン。チルトローター機とダブルガトリングランチャーに変形する。

### 第三勢力
秘密偵察長 ダブルフェイス / Sideways（オートバイ）
声 - 櫻井孝宏、長克巳 / ポール・ドブソン
第15話から登場。ユニクロンのエージェント。オートバイに変形する。最初は流れ者としてサイバトロンに加入するが、次の第16話でホットロッドを罠にかけてスターセイバーを強奪し、デストロンに加入。以降はデストロンで活動しながらも時にはサイバトロンを助け、ユニクロンに状況を報告するようになる。第27話でスラストに二重スパイであることを知られてしまい、デストロンからも離脱するが、以降も三種の神器のことでサイバトロンとデストロンの両勢力を動かしていった。
身体の仕組みが通常のトランスフォーマーとは異なり、スノーノイズのように変化することが可能。その状態では不定形に近く、スターセイバーで両断されようと死ぬことがなく、コンボイたちの砲撃もすりぬけてしまう。また、コンピュータに入り込みインターネット回線を通してのクラッキングや機械そのものを操ることはおろか、サイバトロン基地のディスプレイから直接出現しようとしたり、空間に立体映像のように自身を映し出すような芸当も見せた。また、デストロン時代、メガトロンの子供染みたスターセイバー試し切りに困惑して逃げるというコミカルな面が描かれたこともあった。
最終局面ではユニクロンの意思細胞となり、ユニクロンの中心核でコンボイとメガトロンと対峙。これまでの戦争の真実を語って両者に揺さぶりを掛けて動きを封じ、ラッドやウィーリーたちも捕らえるが、マイクロンの抵抗で彼らは脱出し、神器もユニクロンから離れてしまう。自らの手でウィーリーたちを倒そうとするが、コンボイのアストロブラスターでミラーもろとも葬り去られた。
「ギャラクシーフォース」の海外版「CYBERTRON（サイバートロン）」では同一人物という設定でサイドウェイズ（ノイズメイズの英名）として登場している。
搭乗者型のマイクロン・ミラーから分離したブライト / Rookとシャドウ / Crosswiseが頭部に合体することで姿が変わる。実はユニクロンの中枢であり、彼こそがユニクロン自身だった。
シャドウやブライトと合体していない状態での頭部は、第15話、第16話に登場したものと第25話に登場したものとでデザインが異なっており、玩具の頭部は前者。
ミラー / Mirror
声 - 櫻井孝宏
第15話から登場。ダブルフェイスの本体かつユニクロン自身。バイクに変形したダブルフェイスに搭乗する。初登場した際には偽装スーツを着用していた。頭部に合体することでダブルフェイスの姿が変わる。
玩具では2体のマイクロンブライト / Rookとシャドウ / Crosswiseに分離しそれぞれがサイバトロンヘッド、デストロンヘッドになる。なお、玩具の初期版はアニメと正反対の善悪の属性だったが後期に逆転現象が起きている。これは作画現場の混乱の責任を玩具メーカーが背負うという形になったことによるもの。
星帝 ユニクロン / Unicron
声 - 長克巳、櫻井孝宏 / マーク・アチェソン
第24話から登場した惑星型巨大トランスフォーマー。全てのトランスフォーマーを取り込んで滅ぼそうとセイバートロン星の月に擬態し、サイバトロンとデストロンの戦いの監視と増長を続けていた。
全トランスフォーマーの憎悪と闘争心を活力源としており、さらに争いを激化させるべく画策、その一環として自らの細胞から生み出したのがトランスフォーマーたちとエヴォリューションすることでさらなる力を引き出させるマイクロンたちである。また、マイクロンを介してTFたちの意識を乗っ取ることも可能なようだが、地球の子供たちの介入によってマイクロンたちに自我が生まれ、彼の作戦は傾き始める。
主な武器は足から放つプラネットストライクと呼ばれるミサイル、そして胸から撃つ波動砲であるカオスブリンガー。並みの攻撃は全く受け付けない頑強な装甲を持つ。首の装甲は周囲に比べて薄く、また内部からの攻撃には比較的弱いが、高い再生能力を持っており、たとえダメージを受けてもすぐに回復するため、あまり問題ではない。今回は惑星時の状態での捕食シーンは無く、カオスブリンガーで破壊したセイバートロン星の破片をカオスブリンガーの砲塔で吸収するシーンが描かれ、さらに腹部の腹筋に当たる部分が展開して周辺の物体を取り込むことができる。
最後は体内に突入したコンボイとメガトロンの手で、自らの頭脳細胞であり分身だったダブルフェイスを倒され沈黙するが、完全に滅ぶことは無くメガトロンを取り込んでどこかへと姿を消し、その禍根は続編の『スーパーリンク』まで続くことになった。
大量破壊兵 スカージ（ブラックコンボイ） / Nemesis Prime（トラック）
声 - 大川透 / ポール・ドブソン
第43話に登場するゲストキャラ。謎の惑星に漂着したホットロッド一行の前に表れた謎のトランスフォーマー。その姿はまさに黒いコンボイである。知性が感じられない凶暴な野獣のような戦士であり、四足歩行で走る。コンボイと同じ能力の他に再生能力と暗黒の剣・ダークセイバー / Vorpal Saberを持つ。
その戦闘力は高く、ホットロッドやラチェット、また同時に降り立ったメガトロンたちを瀕死に追いやった。マイクロンの一撃で一度は退けられるものの、直後巨大化して現れ再び襲い掛かるが、マグナコンボイとメガトロンの連携攻撃にて倒される。消滅直前にダブルフェイスがスカージの黒幕だったことが発覚するが、どのように生み出されたかなどは謎である。
玩具は、STDコンボイの色替え。日本ではテレビマガジン誌上の通販限定商品だった。
なお、「スカージ」の名称は玩具発売に際して付けられたものであり、劇中では「ブラックコンボイ」の名で引用される場面があった。
バグ / Dead-End（衛星）
第49話から登場。ユニクロン体内、および体表を警備するマイクロンで無数に存在する。小型の衛星に変形する。
下級TFならば一撃で葬ることのできる攻撃力を持つが、防御力は低め。
玩具はユニクロンに付属。上級兵にバグジェネラルがいるようだが、アニメには未登場。

### 地球人
ラッド / Bradley "Rad" White
声 - 中井将貴、幼少時代 - 戸田亜紀子 / カービー・モロウ
アウトドア好きな少年。ファーストネームは「ブラッド」だが、第1話で本人が語るのみで、劇中で常に愛称の「ラッド」で通っている。フルネームはブラッド・ラッド・ホワイト。12歳。偶然トランスフォーマーと出会いサイバトロンに協力するようになる。冷静かつ控えめな性格で、子供たちの中ではアレクサと並んで知能派。そのためカルロスたちがスラストに言い包められたスタースクリームを罵倒した時は、彼を信じたいアレクサを唯一心配していた。彼ら地球の子供たちの存在が物語終盤の鍵を握ることになる。パートナーマイクロンはウィリー。
続編の『スーパーリンク』にも引き続き登場。
アレクサ / Alexis Thi Dang
声 - 富坂晶 / タバサ・セント・ジェルマン
ラッドの親友の一人。フルネームはアレクサンドラ・アレクサ。11歳。勝ち気な少女で、中盤までは何かと他の人物を馬鹿にしたような態度をとる気難しい性格だった。大統領になるのが夢で勉強に励んでいた。デストロンから脱隊したスタースクリームと、最初に友情を結び、スタースクリームが火星から持ち帰った石をペンダントに加工して大事に持ち続けている。第2話においてコンボイのことを（彼のことを何も知らなかったとはいえ）「こいつもワルそうな面構えね」と言った。パートナーマイクロンはアーシー。
続編の『スーパーリンク』にも引き続き登場。
カルロス / Carlos Lopez
声 - 前田ゆきえ / マット・ヒル
ラッドの親友の一人。フルネームはカルロス・ロペス。12歳。お調子者で、トラブルを巻き起こしてしまうこともある。ラッドやアレクサが大人びた態度を取ることが多いのに対して、子供っぽい考えが浅い態度をとることが多いため、彼らよりビリーやジムと気が合っていることが多い。「スッゲー！」「ひらめいた！」が口癖。パートナーマイクロンはバンク。
続編の『スーパーリンク』にも引き続き登場。
ビリー / Billy
声 - 新垣樽助 / アンドリュー・フランシス
ラッドの知人の一人。12歳。強がりな性格ながらも冷静さや臆病な面も見られる。
ジムと共にデストロンのサンドストームに拉致されたことをきっかけに、サイバトロンと出会う。
ジム / Fred
声 - 小伏伸之/ トニー・サンプソン
ラッドの知人の一人。11歳。ビリーの友達で、子分的存在。食いしん坊であり、よくおやつを片手に持っている。卑怯なことを嫌い、時折見せる発言や勇気ある行動は周りを驚かせる。
パートナーマイクロンはいないが、劇中ではジークやバレルと仲良くなっている。また、終盤で両軍が和解した後はメガトロンとも友達になろうと努力したらしく、唯一「メガトロンさん」と呼んでいた。

### その他
ナレーター
声 - 大川透 / ジム・コンラッド
日本語版では冒頭のみ。

## スタッフ
- 企画 - we've
- 原案 - 石川裕人、STEVE DRUCKER（連載誌 - 『テレビマガジン』、『てれびくん』）
- シリーズ構成 - もとひら了
- キャラクターデザイン - おもてじまじろう
- トランスフォーマー&メカデザイン - 福島秀樹、小倉信也、小川浩、村田護郎、やまだたかひろ
- トランスフォーム・アニメーター - 阿部宗孝
- 美術監督 - 坂本信人
- 色彩設計 - 加藤良高
- 撮影監督 - 遠藤泰久
- CGエフェクト - 樋口哲治
- 編集 - 田熊純
- 音響監督 - 岩浪美和
- 音楽プロデューサー - 熊田和生
- 音楽 - 松尾早人
- 音楽協力 - テレビ東京ミュージック
- アニメーションプロデューサー - 山東学、南喜長
- アソシエイトプロデューサー - 服部玲治
- プロデューサー - 具嶋朋子（テレビ東京）、山崎立士
- 監督 - うえだひでひと
- アニメーション制作 - アクタス
- 製作 - テレビ東京、日本アドシステムズ

### 英語版スタッフ
- 製作総指揮 - スティーブ・ドラッカー
- プロデューサー - ジェニファー・ツイナー・マッキャロン、ロバート・ウィンスロップ
- 音声演出・脚色 - テリー・クラッセン
- 翻訳 - キャサリーン・ウェストレーク、ケビン・マキューン
- キャスティング・音響製作 - ヴォイスボックス・プロダクションズ
- 制作 - SDエンターテイメント
- 配給 - パラマウント・ホーム・エンターテインメント
- 製作著作 - ハズブロ

## 主題歌

### オープニングテーマ
「TRANSFORMER〜Dream Again」（第1話 - 第26話）
作詞 - YOFFY / 作曲 - YOFFY & IMAJO / 編曲 - サイキックラバー & 川瀬智 / 歌 - サイキックラバー
「TRANSFORMERS〜鋼鉄の勇気〜」（第27話 - 第52話）
歌・作詞・作曲 - 高取ヒデアキ / 編曲 - 籠島裕昌

### エンディングテーマ
「Never Ending Road」（第1話 - 第26話）
作詞 - YOFFY / 作曲 - YOFFY & IMAJO / 編曲 - サイキックラバー & 川瀬智 / 歌 - サイキックラバー
「DON'T GIVE UP!!」（第27話 - 第52話）
作詞 - YOFFY / 作曲 - YOFFY & IMAJO / 編曲 - サイキックラバー & Macin' 桑田 / 歌 - サイキックラバー

### 英語版テーマソング
「Transformers Armada Theme」
作曲 - SD・エンターテイメント

## 各話リスト
- 話数のカウントは「Evolution.○」と表記。
- サブタイトルは漢字2文字で統一されており、最終回を除き、その回の内容に準じたルビが振られている。

| 放送日         | 話数 | サブタイトル              | 脚本       | 絵コンテ                | 演出                              | 作画監督                          |
| -------------- | ---- | ------------------------- | ---------- | ----------------------- | --------------------------------- | --------------------------------- |
| 2003年 1月10日 | 1    | 遭遇（であい）            | もとひら了 | うえだひでひと          | うえだひでひと                    | 志田ただし 阿部宗孝（作画監督補） |
| 1月17日        | 2    | 擬態（へんしん）          | もとひら了 | 佐野隆史                | 佐野隆史                          | 永田正美                          |
| 1月24日        | 3    | 仲間（ともだち）          | もとひら了 | 高山功                  | 小林一三                          | 小林一三                          |
| 1月31日        | 4    | 合体（しんか）            | 桶谷顕     | 横田和                  | 畠山茂樹                          | LEE JONG MAN                      |
| 2月7日         | 5    | 武人（せんし）            | 外池省二   | 高田淳                  | 栗井重紀                          | LEE JONG MAN                      |
| 2月14日        | 6    | 保護（まもり）            | 静谷伊佐夫 | 青木新一郎              | 青木新一郎                        | 桑原周枝                          |
| 2月21日        | 7    | 祝祭（おおさわぎ）        | もとひら了 | うえだひでひと          | 上條修                            | CHOI BOO KYOUNG CHOI KYOUNG SUK   |
| 2月28日        | 8    | 神殿（たから）            | 桶谷顕     | 佐野隆史                | 佐野隆史                          | 永田正美                          |
| 3月7日         | 9    | 廃墟（わな）              | 外池省二   | 鴫野彰                  | 松本まさゆき                      | 小林一三                          |
| 3月14日        | 10   | 迷路（ちか）              | 静谷伊佐夫 | よこた和                | 楠田悟 畠山茂樹                   | LEE JONG MAN                      |
| 3月21日        | 11   | 記憶（みやこ）            | 桶谷顕     | 古川順康                | 栗井重紀                          | LEE JONG MAN                      |
| 3月28日        | 12   | 理由（いきさつ）          | 外池省二   | 大西景介                | 大西景介                          | 桜井木ノ実 桑原周枝               |
| 4月4日         | 13   | 聖剣（つるぎ）            | 静谷伊佐夫 | うえだひでひと          | 松本まさゆき                      | LEE JONG MAN                      |
| 4月11日        | 14   | 強敵（つわもの）          | もとひら了 | 佐野隆史                | 佐野隆史                          | 永田正美                          |
| 4月18日        | 15   | 疾風（はやて）            | 桶谷顕     | 伊藤浩二                | 上條修                            | 永田正美                          |
| 4月25日        | 16   | 慢心（おごり）            | 外池省二   | 高田淳                  | 畠山茂樹                          | LEE JONG MAN                      |
| 5月2日         | 17   | 策略（いんぼう）          | 静谷伊佐夫 | 鴫野彰                  | 栗井重紀                          | LEE JONG MAN                      |
| 5月9日         | 18   | 戦友（きずな）            | もとひら了 | 青木新一郎              | 青木新一郎                        | 桜井木ノ実 桑原周枝               |
| 5月16日        | 19   | 休日（ほねやすめ）        | 桶谷顕     | 古川順康                | 松本まさゆき                      | LEE JONG MAN                      |
| 5月23日        | 20   | 援軍（あらて）            | 外池省二   | 古川順康                | 畠山茂樹                          | LEE JONG MAN                      |
| 5月30日        | 21   | 前兆（きざし）            | 静谷伊佐夫 | 大宅光子                | 大宅光子                          | KIM SANG YEOK                     |
| 6月6日         | 22   | 伝心（ふれあい）          | 桶谷顕     | 上條修                  | 上條修                            | CHOI BOO KYOUNG CHOI KYOUNG SUK   |
| 6月13日        | 23   | 謀反（かくご）            | 桶谷顕     | 佐野隆史                | 佐野隆史                          | 永田正美                          |
| 6月20日        | 24   | 幻影（かげ）              | もとひら了 | 鴫野彰                  | 山口美浩                          | 桜井木ノ実 寺沢伸介               |
| 6月27日        | 25   | 軍師（ちえもの）          | 外池省二   | 高田淳                  | 楠田悟 松本まさゆき               | LEE JONG MAN                      |
| 7月4日         | 26   | 合身（リンクアップ）      | 静谷伊佐夫 | うえだひでひと          | 上條修                            | KIM JIN KWANG                     |
| 7月11日        | 27   | 発覚（しょうたい）        | もとひら了 | うえだひでひと          | 松本まさゆき                      | LEE JONG MAN                      |
| 7月18日        | 28   | 豪腕（しょうげき）        | 外池省二   | 藤森カズキ              | 畠山茂樹                          | LEE JONG MAN                      |
| 7月25日        | 29   | 共鳴（うたごえ）          | 桶谷顕     | 古川順康                | 岡崎幸男                          | LEE JONG MAN                      |
| 8月1日         | 30   | 逃走（かくれが）          | 静谷伊佐夫 | 鴫野彰                  | 山口美浩                          | 寺沢伸介                          |
| 8月8日         | 31   | 過去（いんねん） - 前編   | 外池省二   | 佐野隆史                | 松本まさゆき                      | LEE JONG MAN                      |
| 8月15日        | 32   | 過去（けっちゃく） - 後編 | 外池省二   | 佐野隆史                | 栗井重紀                          | 永田正美                          |
| 8月22日        | 33   | 犠牲（すていし）          | 桶谷顕     | うえだひでひと          | 畠山茂樹                          | LEE JONG MAN                      |
| 8月29日        | 34   | 生命（スパーク）          | 静谷伊佐夫 | 高田淳                  | 上條修                            | KIM JIN KWANG                     |
| 9月5日         | 35   | 救出（かいほう）          | もとひら了 | 藤森カズキ              | 石倉賢一                          | LEE JONG MAN                      |
| 9月12日        | 36   | 火星（しょうとつ）        | 桶谷顕     | 鴫野彰                  | 山口美浩                          | 寺沢伸介                          |
| 9月19日        | 37   | 決意（プライド）          | 静谷伊佐夫 | うえだひでひと 栗井重紀 | 栗井重紀                          | LEE JONG MAN                      |
| 9月23日        | 38   | 脅威（ヒュドラキャノン）  | 外池省二   | 佐野隆史                | 松本まさゆき                      | LEE JONG MAN                      |
| 9月26日        | 39   | 地球（きき）              | もとひら了 | うえだひでひと          | うえだひでひと 川崎満（演出助手） | 永田正美                          |
| 10月3日        | 40   | 悔恨（あせり）            | 桶谷顕     | 古川順康                | 岡崎幸男                          | LEE JONG MAN                      |
| 10月10日       | 41   | 出立（たびだち）          | 静谷伊佐夫 | 佐野隆史                | 上條修 川崎満（演出助手）         | KIM JIN KWANG                     |
| 10月17日       | 42   | 奇跡（ふっかつ）          | 外池省二   | 佐野隆史                | 青木新一郎                        | 寺沢伸介                          |
| 10月24日       | 43   | 怪物（にせもの）          | もとひら了 | 佐野隆史                | 松本まさゆき                      | LEE JONG MAN                      |
| 10月31日       | 44   | 帰還（セイバートロン）    | 桶谷顕     | 藤森カズキ              | 石倉賢一                          | LEE JONG MAN                      |
| 11月7日        | 45   | 確信（うらぎり）          | 静谷伊佐夫 | うえだひでひと          | 山内東生雄                        | LEE JONG MAN                      |
| 11月14日       | 46   | 運命（しんじつ）          | もとひら了 | 佐野隆史                | うえだひでひと 川崎満（演出助手） | 永田正美                          |
| 11月21日       | 47   | 信頼（ペンダント）        | 外池省二   | 古川順康                | 栗井重紀                          | LEE JONG MAN                      |
| 11月28日       | 48   | 決死（しんねん）          | 桶谷顕     | うえだひでひと          | 上條修 川崎満（演出助手）         | KIM JIN KWANG                     |
| 12月5日        | 49   | 覚醒（ユニクロン）        | 静谷伊佐夫 | 藤森カズキ              | 松本まさゆき                      | LEE JONG MAN                      |
| 12月12日       | 50   | 連合（そうりょくせん）    | 外池省二   | うえだひでひと          | 石倉賢一                          | LEE JONG MAN                      |
| 12月19日       | 51   | 終結（けっせん）          | もとひら了 | 佐野隆史                | 栗井重紀                          | 永田正美                          |
| 12月26日       | 52   | 死闘                      | もとひら了 | うえだひでひと          | うえだひでひと 川崎満（演出助手） | 阿部宗孝                          |

## 放送局
地上波ネット局の放送日時は2003年5月中旬 - 6月上旬時点のものとする。
| 放送局             | 放送期間                     | 放送日時           |
| ------------------ | ---------------------------- | ------------------ |
| テレビ東京         | 2003年1月10日 - 12月26日     | 金曜 18:00 - 18:30 |
| テレビ北海道       | 2003年1月10日 - 12月26日     | 金曜 18:00 - 18:30 |
| テレビ愛知         | 2003年1月10日 - 12月26日     | 金曜 18:00 - 18:30 |
| テレビ大阪         | 2003年1月10日 - 12月26日     | 金曜 18:00 - 18:30 |
| テレビせとうち     | 2003年1月10日 - 12月26日     | 金曜 18:00 - 18:30 |
| TVQ九州放送        | 2003年1月10日 - 12月26日     | 金曜 18:00 - 18:30 |
| 青森放送           | 2003年1月13日 -              | 月曜 15:50 - 16:20 |
| 岩手めんこいテレビ | 2003年1月20日 -              | 月曜 16:54 - 17:24 |
| 東日本放送         | 2003年2月2日 -               | 日曜 6:30 - 7:00   |
| 福島中央テレビ     |                              | 火曜 16:00 - 16:27 |
| テレビ新潟         |                              | 月曜 16:29 - 16:58 |
| テレビ金沢         |                              | 火曜 15:55 - 16:25 |
| テレビ信州         |                              | 金曜 16:20 - 16:50 |
| テレビ静岡         |                              | 土曜 16:56 - 17:24 |
| KBS京都            |                              | 土曜 12:00 - 12:29 |
| 広島ホームテレビ   |                              | 月曜 15:50 - 16:20 |
| 愛媛朝日テレビ     |                              | 土曜 7:15 - 7:45   |
| テレビ長崎         |                              | 木曜 15:30 - 16:00 |
| 鹿児島読売テレビ   |                              | 月曜 16:25 - 16:55 |
| 沖縄テレビ         |                              | 木曜 16:00 - 16:30 |
| BSジャパン         | 2003年4月8日 - 2004年3月30日 | 火曜 18:55 - 19:25 |

## 映像ソフト化
VHS・DVDともにコロムビアミュージックエンタテインメント（現・日本コロムビア）より発売。各4話収録。全13巻。
各巻にオールカラーのミニコミック、オリジナルマイクロンフィギュアが付属している。
2016年5月25日に全話収録のDVD-SET（9枚組）がNBCユニバーサル・エンターテイメントジャパンより発売された。

### 外伝コミック
THE TRANSFORMERS LEGENDS OF THE MICRONS "LINKAGE"
DVD初回生産分に付属した、市川裕文作による本作品の外伝コミック。
全13巻、45ページのフルカラーコミックである。
外伝ではあるが、内容はアニメ本編とリンクしており、なぜ争いを嫌うマイクロンがデストロン側に付いてしまうのか、デバスターがダートを連れていた理由なども明かされているなど本編の内容の補足がなされている。
マイクロン主体でストーリーが進むため、彼らの会話も訳されている。
人間側の主人公は地球人女性のステラ・ホリー。
付属コミックではあるが、内容が濃く完成度の高い作品となっている。また、初回生産分に付属するマイクロンたちは全てストーリーに登場している。

## 玩具
発売された玩具は、サウンドギミックや武器の展開ギミックなどを多用する一方、『トランスフォーマー カーロボット』に比べ変形機構が簡略化されており、また大型商品になるに従って可動範囲が狭くなるようになっている。これは前作までのフルアクション路線が子供向け玩具としては複雑になりすぎたという市場調査の結果を踏まえ、「次代のファンの中核」と位置づけられる年少者のユーザーを重視し、堅牢さや立たせやすさ、変形遊びのしやすさを重視した結果であるという。これは難しい変形機構を備えた『トランスフォーマー バイナルテック』と住み分ける形にもなった。

### サイバトロン
MC-01 コンボイ スーパーモード
MC-02 ラチェット
MC-03 ホットロッド
MC-04 グラップ
MC-05 サイバーホーク
MC-06 STD(スタンダード)コンボイ
MC-07 デバスター
MC-08 シルバーボルト
MC-09 ジェットファイヤー
MC-10 ステッパー
MC-11 グラップ スーパーモード
MC-12 ラチェットS（スーパーモード）
MC-13 ホットロッドS（スーパーモード）
MC-14 ウルトラマグナス

### デストロン
MD-01 メガトロン
MD-02 スタースクリーム
MD-03 アイアンハイド
MD-04 サンドストーム
MD-05 スラスト
MD-06 ショックウェーブ
MD-07 ランページ
MD-08 メガトロンS（スーパーモード）
MD-09 スタースクリームS（スーパーモード）
MD-10 アイアンハイドS（スーパーモード）

### マイクロン
エクスディメンションズの略称はEXD。ホビー雑誌などで使用された。当初エクスディメンションズにはオリジナル設定やストーリーが予定されていた。
MM-01 ストリートアクションマイクロン
MM-02 エアディフェンスマイクロン
MM-03 ランドミリタリーマイクロン
MM-04 デストラクションマイクロン
MM-05 レースマイクロン
MM-06 ストリートスピードマイクロン
MM-07 エアディフェンスマイクロン エクスディメンションズ
キャラクターカードは付属しない。合体形態はファイヤーセイバー。
MM-08 ランドミリタリーマイクロン エクスディメンションズ
キャラクターカードは付属しない。
MM-09 デストラクションマイクロン エクスディメンションズ
キャラクターカードは付属しない。
MM-10 レースマイクロン エクスディメンションズ
キャラクターカードは付属しない。合体形態はクリスタルテクター。
MM-11 エアミリタリーマイクロン
MM-12 エアミリタリーマイクロン エクスディメンションズ
キャラクターカードは付属しない。
MM-13 スペースマイクロン
MM-14 スペースマイクロン エクスディメンションズ
キャラクターカードは付属しない。
MM-15 シーマイクロン
MM-16 アドベンチャーマイクロン
MM-17 エアアサルトマイクロン
MM-18 シーマイクロン エクスディメンションズ
キャラクターカードは付属しない。
MM-19 アドベンチャーマイクロン エクスディメンションズ
キャラクターカードは付属しない。
MM-20 エマージェンシーマイクロン
MM-21 エマージェンシーマイクロン エクスディメンションズ
キャラクターカードは付属しない。

### 第三勢力
MX-00 ユニクロン
トランスフォーマーシリーズでは初の商品化。マイクロンのバグ付き。
MX-01 ダブルフェイス

### セット商品
付属のキャラクターカードはホログラム版。
MS-01 ホットロッド&エアディフェンスマイクロン
MS-02 グラップ&レースマイクロン
MS-03 アイアンハイド&ランドミリタリーマイクロン
MS-04 サンドストーム&デストラクションマイクロン
MS-05 シルバーボルト&ストリートスピードマイクロン
MS-06 スラスト&エアミリタリーマイクロン
MS-07 グラップ スーパーモード&アドベンチャーマイクロン
MS-08 ランページ&エアアサルトマイクロン

### テレビマガジン限定 スペシャル誌上オーダー
括弧内はオーダーされた号を示す。いずれも先着限定数5,000個。
スカージ（2003年9月号）
STDコンボイのリペイント。劇中に登場したコンテナは付かない。
クリスタルコンボイ（2003年10月号）
STDコンボイのクリア成型色。キャラクターカードはSTDコンボイのホログラム版。

### その他のキャラクター
本編未登場の玩具キャラクターなど。
限定版マグナコンボイDXセット
トイザらス限定発売。コンボイスーパーモードファイナルバトルカラーバージョン、ウルトラマグナススペシャルクリアバージョン、パートナーマイクロンのマグナス、ストリートアクションマイクロン エクスディメンションズのセット。
テレマガ特製ウルトラマグナス
テレビマガジン2003年月10月号の懸賞の限定品。ウルトラマグナスのリペイント。カラーはブルーになっている。

### USAエディション
「パワーリンクス」の名の物は全て同名玩具の仕様変更品。
USAエディション スカイワープ / Skywarp with Thunderclash
トイザらス限定発売。スタースクリームの仕様変更品。パートナーマイクロンのサンダークラッシュ（戦闘機に変形）は新規造形。
USAエディション テラザウラー / Terrorsaur with Ironhide
ジャスコ限定発売。『ビーストウォーズ』シリーズのトランスメタルステラソーの仕様変更品。パートナーマイクロンのアイアンハイドはアドベンチャーマイクロンの1体であるスパイクのリペイント。
USAエディション ライノックス / Rhinox with Armorhide
ジャスコ限定発売。『ビーストウォーズ』シリーズのトランスメタルスライノックスの仕様変更品。パートナーマイクロンのアーマーハイドはアドベンチャーマイクロンの1体であるジャンクのリペイント。アニメでもサイバトロン艦隊の中に密かに登場した。
USAエディション チータス / Cheetor with Clifjumper
トイザらス限定発売。『ビーストウォーズ』シリーズのトランスメタルスチーターの仕様変更品。パートナーマイクロンのクリフジャンパーはアドベンチャーマイクロンの1体であるウィンチのリペイント。
USAエディション エアラザー / Airazor with Nightscream
トイザらス限定発売。『ビーストウォーズ』シリーズのトランスメタルスエアレイザーの仕様変更品。パートナーマイクロンのナイトスクリームはストリートスピードマイクロンの1体であるニトロのリペイント。
USAエディション プレダコン / Predacon with Side Burn & Skid-Z
トイザらス限定発売。『ビーストウォーズ』シリーズのトランスメタルスメガトロンの仕様変更品。パートナーマイクロンのサイドバーン&スキッズはストリートスピードマイクロンの2体であるオート&ジークのリペイント。
USAエディション パワーリンクス ジェットファイヤー / Powelinx Jetfire with Comettor
トイザらス限定発売。ジェットファイヤースーパーモードに該当する。パートナーマイクロンはコメッター。
USAエディション パワーリンクス サイクロナス / Powerlinx Cyclonus with Crumplezone
ラオックス限定発売。サンドストームスーパーモードに該当する。パートナーマイクロンはクランプルゾーン。
USAエディション パワーリンクス スラスト / Powerlinx Thrust with Inferno
ラオックス限定発売。スラストスーパーモードに該当する。パートナーマイクロンはインフェルノ。
USAエディション パワーリンクス スラスト Red ver. / Powerlinx Thrust with Inferno
トイカード加盟店限定発売・日本のみ。赤を基調としたカラーリングに変更する予定だった「パワーリンクス スラスト」が実際は茶色に変更されたため、当初のカラーを再現して発売された商品。パートナーマイクロンのインフェルノはノーマルバージョンのパワーリンクススラストから変わってない。USAエディションの名に反して、日本のみでしか発売されなかった。
この他多くのマイクロンがキャンペーン商品として配布された。
ランドミリタリーマイクロン アルティメットエディション
デストラクションマイクロン アンダーグローヴエディション
上陸キャンペーンとして店舗限定で配布された。
ストリートスピードマイクロン オーバードライブエディション
次世代ワールドホビーフェアのタカラブースで配布され、後に2003年4月1日から全国のイトーヨーカドーにて再配布された。
デストラクションマイクロン スペースギャラクシーエディション
イオン店舗でコンボイスーパーモードにランダムに混入されて販売された。
レースマイクロン ロードアサルトエディション
店舗限定で配布された。
デストラクションホワイトマイクロン
TFステーションで限定販売された。
CD限定版ストリートアクションマイクロン
CD「TRANSFORMER〜Dream Again」に付属されたアニメカラーバージョン。
CD限定版エアディフェンスマイクロン
CD「Never Ending Road」に付属されたアニメカラーバージョン。スターセイバーが光った状態を再現するために全体的に青みがかっている。
ストリートスピードマイクロン スーパースタント・チーム
DVD付属の限定マイクロン。第1巻でレッドライン、フラットアウト、サーボが付属。それぞれオート、ニトロ、ジークのリペイント。
レースマイクロン スピードチェイサー・チーム
DVD付属の限定マイクロン。第2巻でトップギア、第3巻でミッドシップ、第4巻でテイルスライドが付属。それぞれインディー、ドリフト、スピンのリペイント。合体するとマグナウイング（コスモテクター・ジェットモード）になる。
エアミリタリーマイクロン ソニックアサルト・チーム
DVD付属の限定マイクロン。第5巻でファルシア、第6巻でコンバスタ、第7巻でトゥワールが付属。それぞれリーコン、グライド、フレイムのリペイント。
シーマイクロン アクアレイダー・チーム
DVD付属の限定マイクロン。第8巻でフリーブート、第9巻でビルジ、第10巻でサンバーンが付属。それぞれフロート、ノット、セイルのリペイント。
エマージェンシーマイクロン ハザード・チーム
DVD付属の限定マイクロン。第11巻でキングボルト、第12巻でインパルサー、第13巻（最終巻）でクェンチが付属。それぞれプロール、ツイスト、ドラフトのリペイント。